# Ostaszków
Ostaszków (ros. Осташков, Ostaszkow) – miasto w Rosji założone w 1587 roku, w obwodzie twerskim, ok. 190 km na zachód od Tweru, położone nad jeziorem Seliger (ros. Селигер) przy linii kolejowej Wielkie Łuki–Bołogoje.
Prawa miejskie uzyskało w 1770 roku. W mieście rozwinął się przemysł lekki (skórzany) oraz zbrojeniowy (kosmiczny). Port śródlądowy.
W odległości 11 km od Ostaszkowa na wysepce Stołobnyj (ros. Столобный) i częściowo na półwyspie Swietlica (ros. Светлица) na jeziorze Seliger znajdują się zabudowania prawosławnego monasteru – Pustelni Niłowo-Stołobieńskiej (ros. Нилова Пустынь) z XVII–XIX wieku.
W latach 1927–1939 funkcjonował tu obóz pracy dla przestępców małoletnich, a w latach 1939–1940 założony przez NKWD obóz dla polskich jeńców wojennych (8397 osób w listopadzie 1939 roku, 6570 w kwietniu 1940 roku), następnie decyzją Biura Politycznego KC WKP(b) z dnia 5 marca 1940 roku rozstrzelanych w piwnicach więzienia Obwodowego Zarządu NKWD w Kalininie (obecnie Twer) przy ul. Sowietskiej i pogrzebanych w ośrodku rekreacyjnym NKWD położonym nieopodal miejscowości Miednoje. Zamordowanymi byli m.in. funkcjonariusze Policji Państwowej, Policji województwa śląskiego, Korpusu Ochrony Pogranicza, Żandarmerii Wojskowej, Służby Więziennej, oficerowie i żołnierze Wojska Polskiego, oficerowie wywiadu i kontrwywiadu Oddziału II Sztabu Głównego, księża, pracownicy sądownictwa, straży pożarnej, leśnicy oraz osadnicy wojskowi ze wschodniej części II Rzeczypospolitej. Obecnie są oni pochowani na Polskim Cmentarzu Wojennym w Miednoje. Na miejscu obozu dla jeńców polskich z 1939 roku, utworzono tu obóz NKWD nr 45 w Ostaszkowie dla żołnierzy Armii Krajowej.
W latach 1946–1953 na położonej 5 km od Ostaszkowa wyspie Gorodomla (Городомля), zlokalizowany był obóz, w którym przebywała duża grupa niemieckich specjalistów rakietowych z zespołu Wernhera von Brauna zaprzęgniętych do prac nad nową techniką rakietową na rzecz Związku Radzieckiego. Szefem ośrodka (OKB-1) był Siergiej Korolow. Obecnie w mieszczących się tu zakładach produkowane są systemy naprowadzania rakiet, statków i stacji kosmicznych.